# Rostraria trachyantha
Rostraria trachyantha är en gräsart som först beskrevs av Rodolfo Amando Philippi, och fick sitt nu gällande namn av Robert John Soreng. Rostraria trachyantha ingår i släktet borstäxingar, och familjen gräs. Inga underarter finns listade i Catalogue of Life.